# 고명
고명(문화어: 꾸미)은 음식의 모양과 빛깔을 돋보이게 하고 음식에 맛을 더하기 위해 음식 위에 얹거나 뿌리는 것이다. 서양 요리나 음료에 장식 또는 곁들임으로 사용되는 식재료는 가니시(영어: garnish)라고도 한다. 요리에서의 가니시는 흔히 그 맛이 강하지 않고 담백하거나 부드러운 식감의 식재료를 소테하여 많이 사용한다.

## 종류

### 한식
- 깨소금
- 당근
- 대추
- 미나리
- 밤
- 버섯
- 실고추
- 알고명
- 은행
- 잣
- 파
- 호두

### 양식
- 감자
- 버섯
- 아스파라거스
- 양파
- 올리브
- 파프리카
- 허브

### 후식
- 쿨리

### 음료
- 올리브
- 허브

## 같이 보기
- 고물
- 웃기